# 白旗乡
白旗乡，是中华人民共和国河北省张家口崇礼区下辖的一个乡镇级行政单位。

## 行政区划
白旗乡下辖以下地区：
白旗村、下窝铺村、上窝铺村、干雨沟村、瓦房沟村、南窑村、郭家窑村、南山窑村、门头营村、门二营村、门三营村、西林村、青虎沟村、四东沟村、马家窑村、洞四营村和洞头营村。